# ローテンブルク・アン・デア・フルダ
ローテンブルク・アン・デア・フルダ (ドイツ語: Rotenburg an der Fulda, 公式な表記は Rotenburg a. d. Fulda, ドイツ語発音: [ˈroːtn̩bʊrk an deːɐ̯ ˈfʊlda])はドイツ連邦共和国ヘッセン州カッセル行政管区のヘルスフェルト＝ローテンブルク郡に属す小都市である。

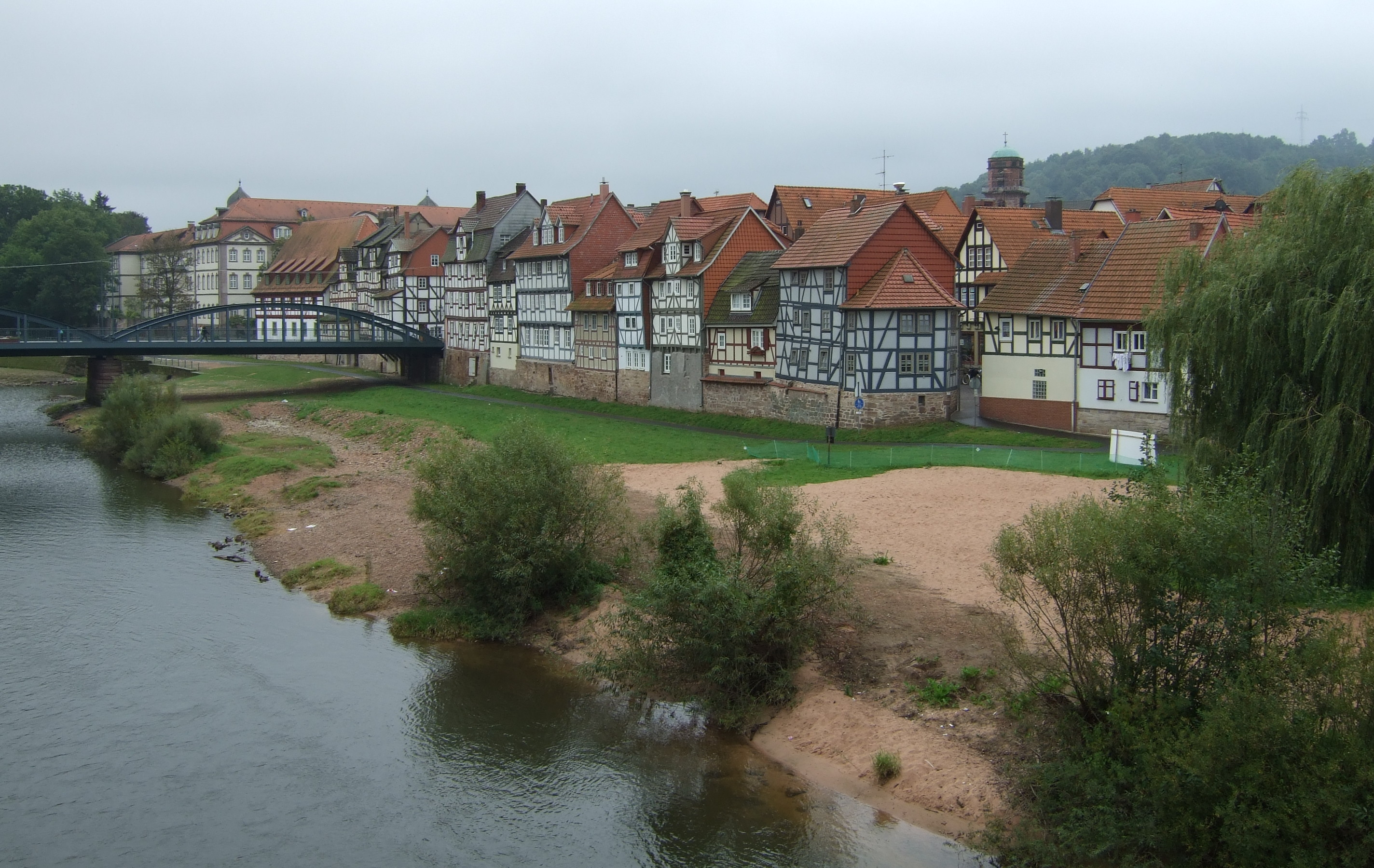
フルダ川沿いに立ち並ぶ木組み建築群がこの街の特徴的な景観である。

## 地理

### 位置
本市は、シュテルツィンガー山地の南、フルダ川の谷が最も狭まった場所に位置している。最低地点は2つのフルダ川の橋（「アルテ・フルダブリュッケ」と「ブリュッケ・デア・シュテットパートナーシャフテン」）の付近で、海抜 180 m である。最高地点は、本市とアルハイムとの市境に位置する海抜 548.7 m のアルハイマー山である。
近隣の都市には、南東約 6 km のベーブラ、南約 16 km のバート・ヘルスフェルトがある。より大きな都市では、北約 50 km に位置するカッセル、南約 60 km に位置するフルダがある。

### 隣接する市町村
本市は、北から時計回りに以下の市町村と境を接している: アルハイム（ヘルスフェルト＝ローテンブルク郡）、シュパンゲンベルク（シュヴァルム＝エーダー郡）、ヴァルトカペル（ヴェラ＝マイスナー郡）、コルンベルク、ベーブラ、ルートヴィヒスアウ（以上ヘルスフェルト＝ローテンブルク郡）。

### 市の構成
中核市区はフルダ川の両岸に位置しており、4本の橋だけでつながっている。この中でブリュッケ・デア・シュテットパートナーシャフテンが唯一のフル規格の道路橋である。旧市街も同じ理由で2つの部分に分かれており、城館近くのアルテ・フルダブリュッケだけで結ばれている。この橋は自転車・歩行者・地域住民の生活道路として利用されている。この他の2本の橋は市街地の外れにあり、純粋な歩行者専用橋である。ローテンブルク・アン・デア・フルダ市には、リスペンハウゼン、ブラーハ、シュヴァルツェンハーゼル、エルクスハウゼン、ザイフェルツハウゼン、ダンケローデ、アッツェルルーデ（グート・アルテ・タイヒとヴュステフェルトを含む）、ミュンダースハウゼン市区が含まれる。

## 歴史
ヘルスフェルト修道院の769年の土地台帳 Breviarium Sancti Lulli にブラーハ、リスペンハウゼン、荒廃したブライティンゲン（テニス場シュラーバーゲルテンの記念碑）といった村落（現在の市区）が初めて記述されている。これらの村落は、6つの大農場と 90モルゲンの土地で構成されていた。

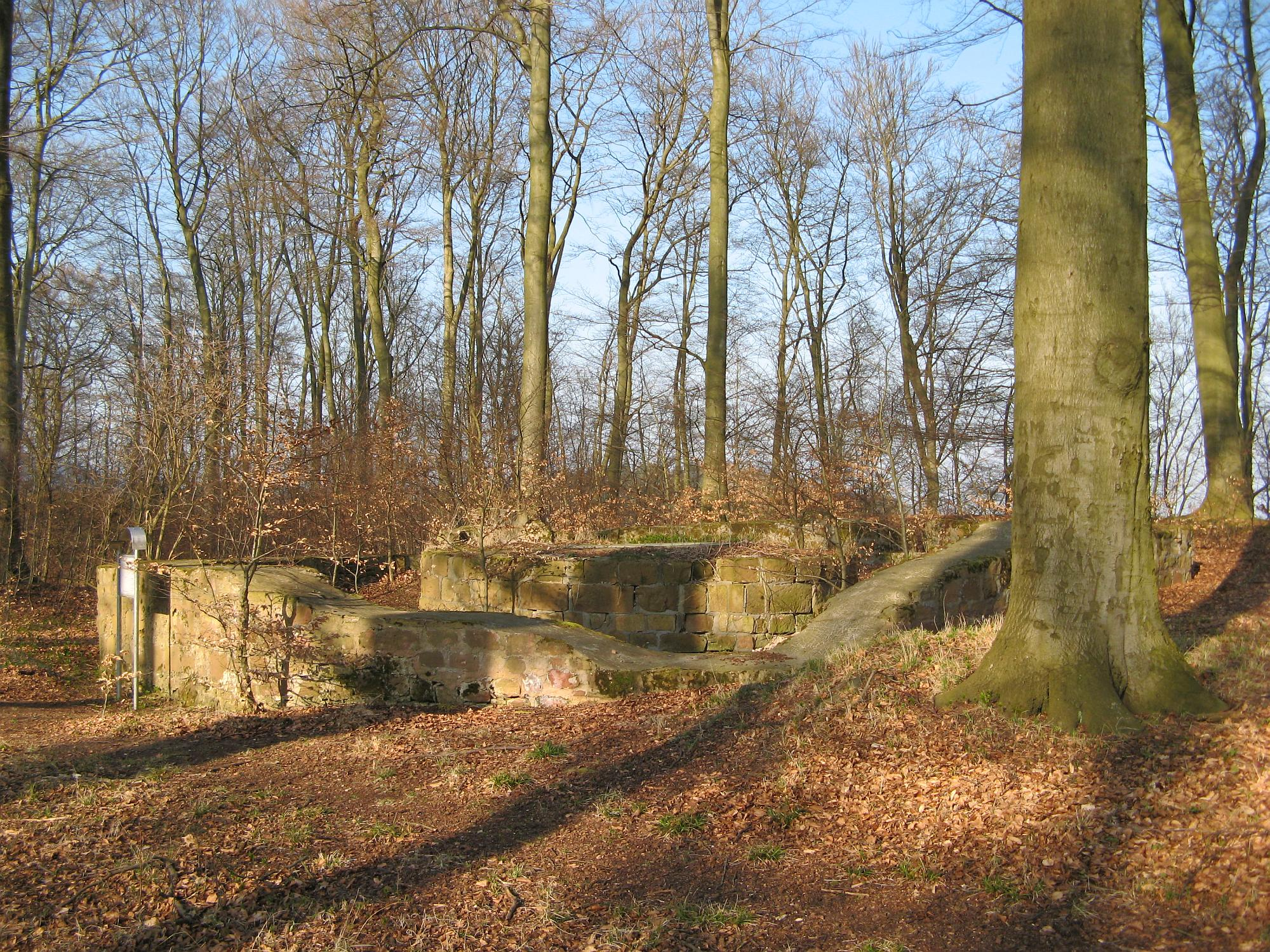
アルター・トゥルム山のローデンベルク城趾

ギゾーネン家はヘルスフェルト修道院の代官であった。彼らは、代官区を自らの所領にすることに成功すると、フルダタールに最初の防衛城砦を建設した。この城砦の周りに集落が形成された。ギゾーネン家の後に遺産相続によってこの代官区を獲得したテューリンゲン方伯は、アルター・トゥルム山にローデンベルク城を建設した。この城は現在もその遺構を見ることができる。また、おそらく本市の名称の由来にもなった。

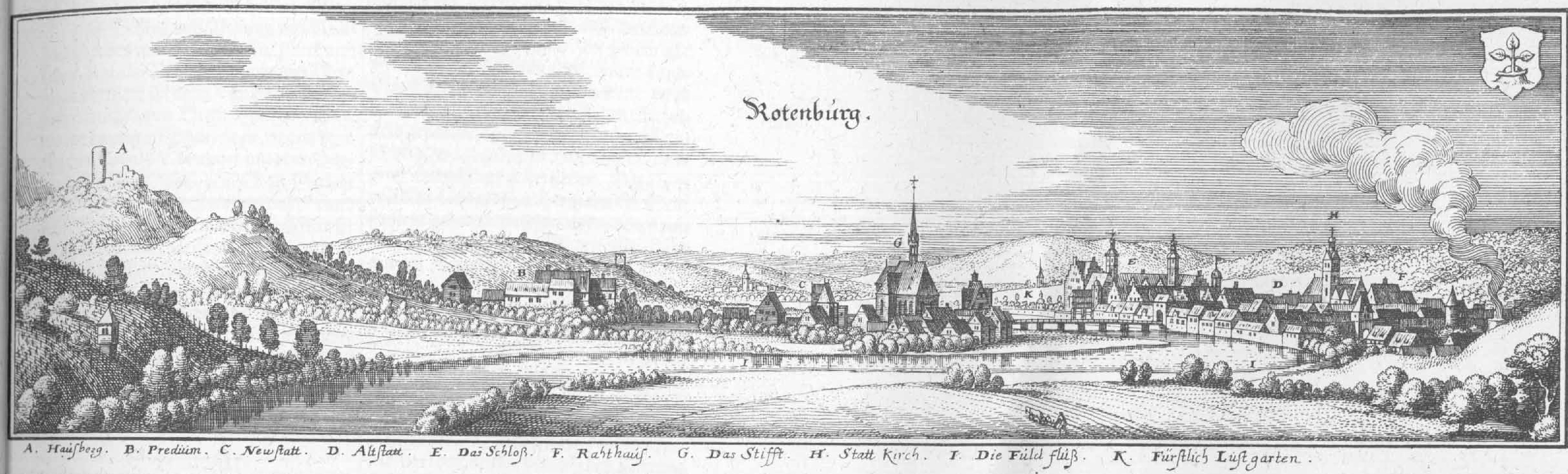
1655年に出版されたマテウス・メーリアンの銅版画に描かれたローテンブルク・アン・デア・フルダ

フルダ川左岸の集落、現在の旧市街は、1248年に初めて市として記録されており、ヘッセン＝テューリンゲン継承戦争後の1264年にヘッセン方伯領となった。旧市街側にあった古いタールブルクは1423年以後に取り壊された。1470年にローテンブルク城館が建設された。1478年の大火で旧市街とその直前に建設された城館が破壊された。1627年から1834年まで、ローテンブルクは方伯の傍流ヘッセン＝ローテンブルク家、通称ローテンブルガー・クヴァルトの居城都市であった。
1615年にブラーハで57軒が焼失し、三十年戦争では1637年に市と市庁舎がイゾラーニ連隊の兵士によって焼き払われた。
1882年3月に消防団が自主運営団体として設立された。1900年にフルダ川の近くに消防署が設けられた。
第二次世界大戦の間、ローテンブルクは将校捕虜収容所 オフラーク IX A/Z の所在地であった。国家労働奉仕団の隊長学校がかつての方伯の城館内に設けられた。
ローテンブルクは1972年まで旧ローテンブルク郡の郡庁所在地であった。1972年からはヘルスフェルト＝ローテンブルク郡に属している。この街は、2003年のアルミン・マイヴェス事件で有名になった。
この街は2004年に連邦レベルのコンクール「我らの街は花開く」で銀メダルを獲得し、続く2005年には金メダルと、フルダ川流域の再自然化の姿によって特別賞を獲得した。
2007年8月に本市の消防団は、創立125周年の機会に、第20回ヘッセン消防会議を主催した。

### 市町村合併
1971年12月31日、ヘッセン州の市町村再編に伴って、それまで独立した町村であったアッツェルローデ（ヴュステフェルト住宅地を含む）、ブラーハ（グルントミューレを含む）、ミュンダースハウゼンが合併した。1972年8月1日にダンケローデ、エルクスハウゼン、リスペンハウゼン、シュヴァルツェンハーゼル、ザイフェルツハウゼンが加わった。これら旧市町村はいずれも、現在はローテンブルク・アン・デア・フルダ市の市区となっている。

## 住民

### 宗教
ローテンブルクの市域は、クアヘッセン＝ヴァルデック福音主義教会と、それとほぼ同じ範囲のカトリックのフルダ司教区に属している。フィリップ寛容伯はホムベルクの教会会議の後、1526年に宗教改革を受け容れた。本市は福音主義が多数派である。ローテンブルクは福音主義ローテンブルク教会クライスの本部所在地である。
市内には、10の福音主義教会と2つのカトリック教会、1つの新使徒派教会がある。

## 行政

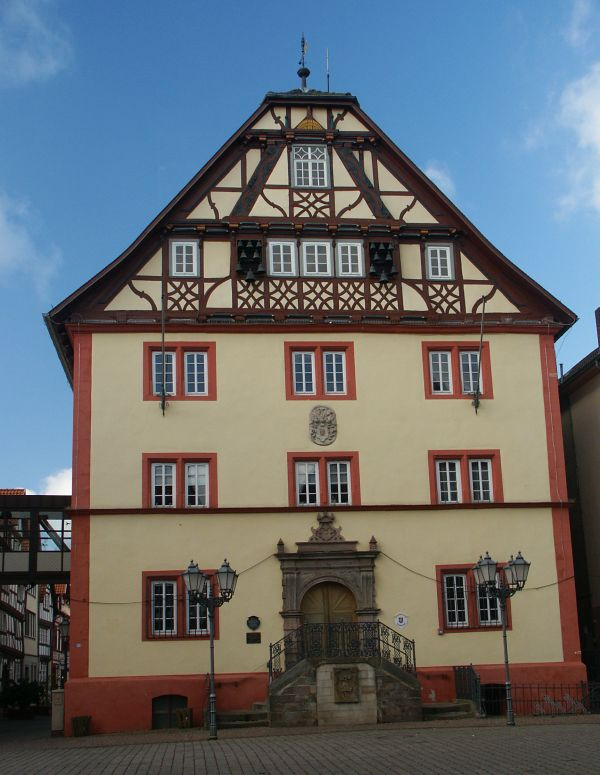
ローテンブルク・アン・デア・フルダの市庁舎

### 議会
ローテンブルク・アン・デア・フルダの市議会は、2016年の市議会選挙以降、31議席で構成されている。

### 首長
ヘッセン州の自治体法によれば、首長は自治体首脳（ドイツ語: Gemeindevorstand）の代表である。自治体首脳は、ローテンブルクでは市長の他に8人の名誉職の議員で構成される。クリスティアン・グルンヴァルト (CDU) は2011年9月25日の選挙で 59.5 % の票を獲得して、新たな市長に選出された。2017年9月24日の市長選挙では対立候補がなく、2期目の再選を果たした。

### 紋章
図柄: 銀地に赤い三峰の山。そこに水平に配された緑の枝。セイヨウハンノキの葉を3枚付けた緑の枝がそこから伸びている。
解説: この紋章は17世紀初期に作成された。この山はローテンベルクとそこにあった城を示している。本市の名称はその名前にちなんでいる。セイヨウハンノキの枝は、クローバーの葉と星を描いた古いツンフトの印章に由来する。これがセイヨウハンノキの枝に変更されて市の紋章に採用された。したがってこの紋章は、カッセルやフェルスベルクと同じ北ヘッセンのクローバー紋章グループに含まれる。最初に描かれた現在の形の紋章は、18世紀末に取り壊された騎士の間にあった。中世の市の印章には初め、市門の前に棕櫚の枝を持った聖人が描かれていた。この聖人はおそらく市の守護聖人の聖ヤコブであろう。

### 姉妹都市
ローテンブルク・アン・デア・フルダは以下の都市と姉妹都市協定を結んでいる
- アルジャンタン（フランス、オルヌ県）1976年
- ゲッドリング（英語版）（イギリス、ノッティンガムシャー）1978年
- ローテンブルク (ルツェルン州)（ドイツ語版）（スイス、ルツェルン州）

また、以下の街と友好協定を結んでいる
- ローテンブルク (ヴュンメ)
- ローテンブルク・オプ・デア・タウバー
- ローテンブルク (ザーレ) - ヴェッティン＝レーベユン（ドイツ語版、英語版）の市区
- ローテンブルク/オーバーラウジッツ（ドイツ語版、英語版）
- チェルビエンスク（ポーランド語版、英語版）（ポーランド、旧ローテンブルク・アン・デア・オーダー）

## 文化と見所

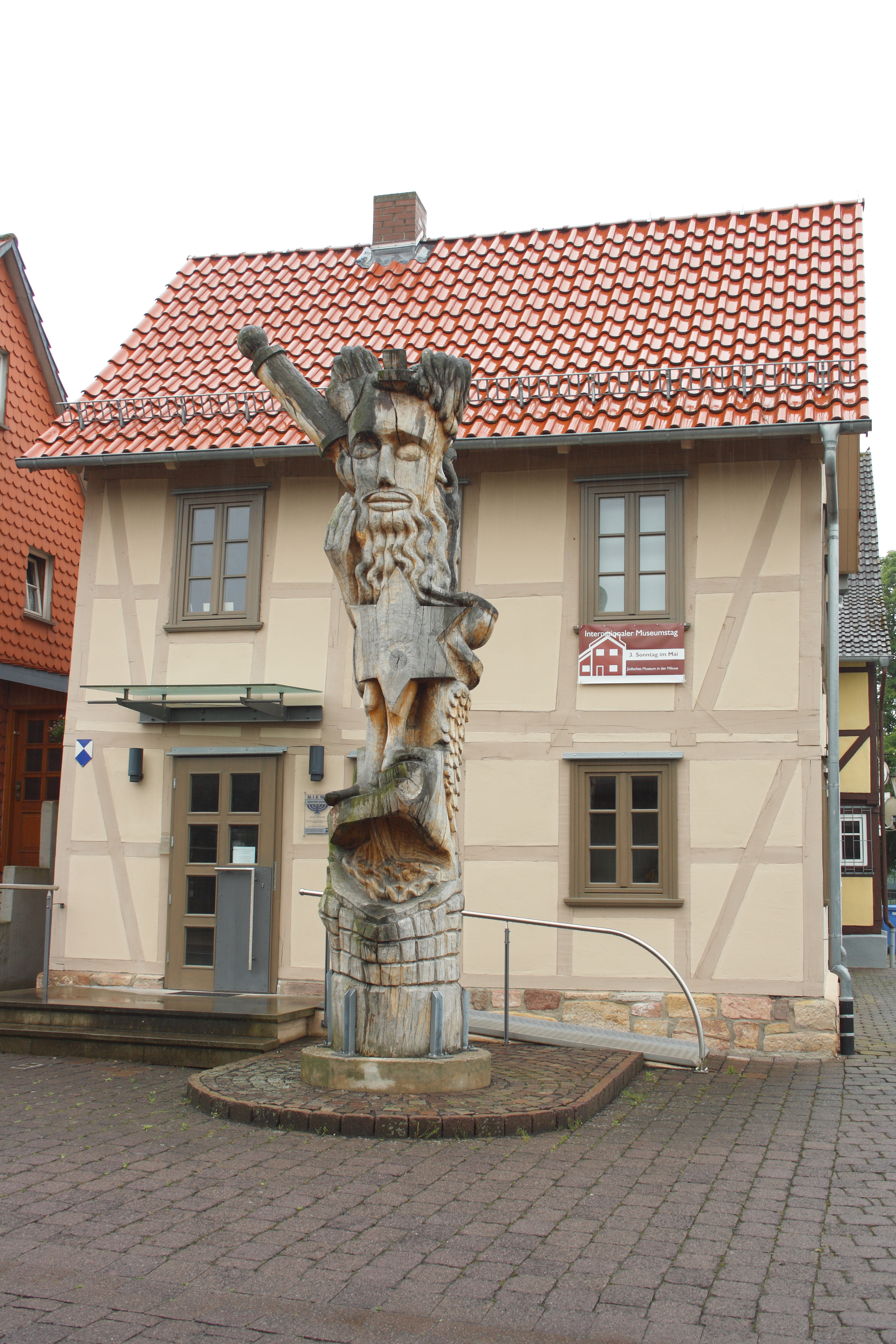
ユダヤ博物館

### 博物館・美術館
- ローテンブルク郡立郷土博物館[12]
- 人形・玩具博物館、ビュルター通り1番地
- 現代芸術・文化・カリカチュア博物館、2011年12月31日閉館
- ユダヤ博物館、旧ミクワー、追悼・交流の場、ブラウハウス通り2番地[13]

### 建築と見所
本市の重要な見所には以下のものがある:

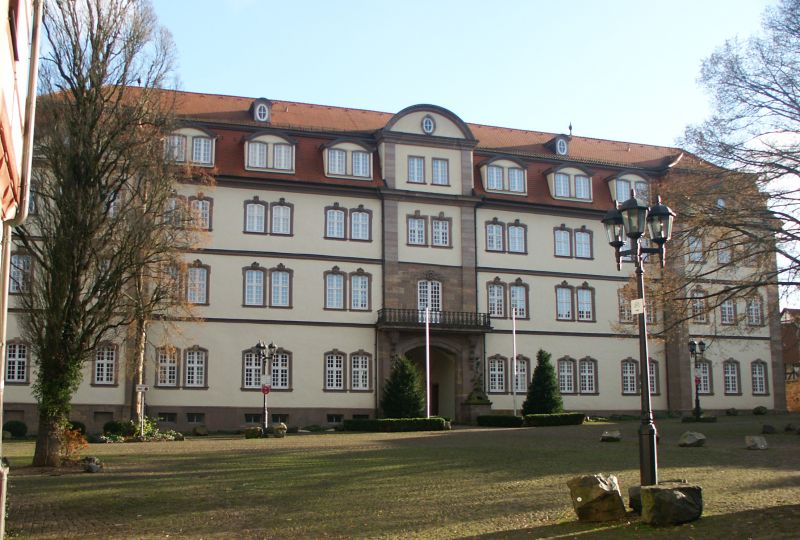
ローテンブルク城

- ロマネスク様式のローテンブルク城。1570年から1607年に建造され、1790年頃に改築された。附属建築や城館庭園も遺されている。1953年からヘッセン州立金融学校となっている。
- 1597年から1598年に、古い建物に替わって、建造された4階建ての市庁舎。三十年戦争時の、いわゆる「クロアチア時代」である1637年にほぼ完全に焼失した。その後木組みの破風が建設された。ルネサンス様式の玄関とクローバーの葉の紋章は焼失を免れた（1598年の銘がある）。現在も2つのバロック様式の階段がある。

#### 教会
- 市の守護聖人にちなむ聖ヤコービ教区教会

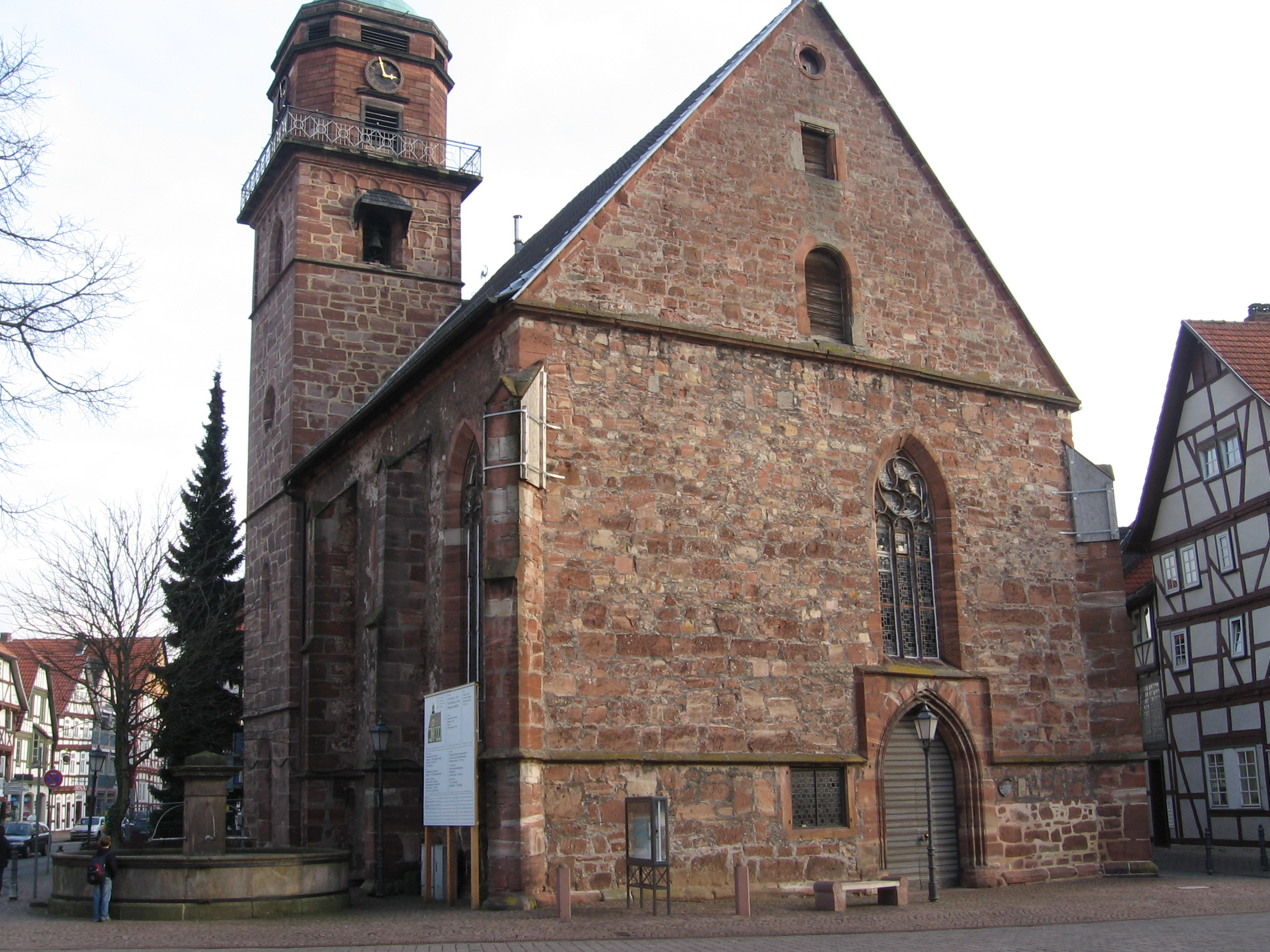
聖ヤコービ教会

- 同じく福音主義のノイシュタットの教区教会（旧聖エリーザベトおよびマリエン教会）は1371年（南の塔の銘による）にエリーザベト病院の施設として建設された。1379年まで続いた最初の建設部分には、内陣の2つの側塔（長堂の軒の高さまで）と長堂の最初の2間の基礎壁が含まれる。三廊、三間の教会ホール（元々は5間）は、1484年から1501年に建設された。1651年に北塔の1階にヘッセン方伯ヘルマン（ドイツ語版、英語版）とその2番目の妃ユリアーネ・クニグンデ・フォン・アンハルト＝ツェルプストの墓が造られている。西側の半円形のアプシス、三角形の東終端部、高い南塔、教会ホールのヴォールトや柱はネオゴシック様式で1822年から1892年の間に建設された。ゴシック様式の旧西玄関は長堂の北側に組み込まれた。

#### その他

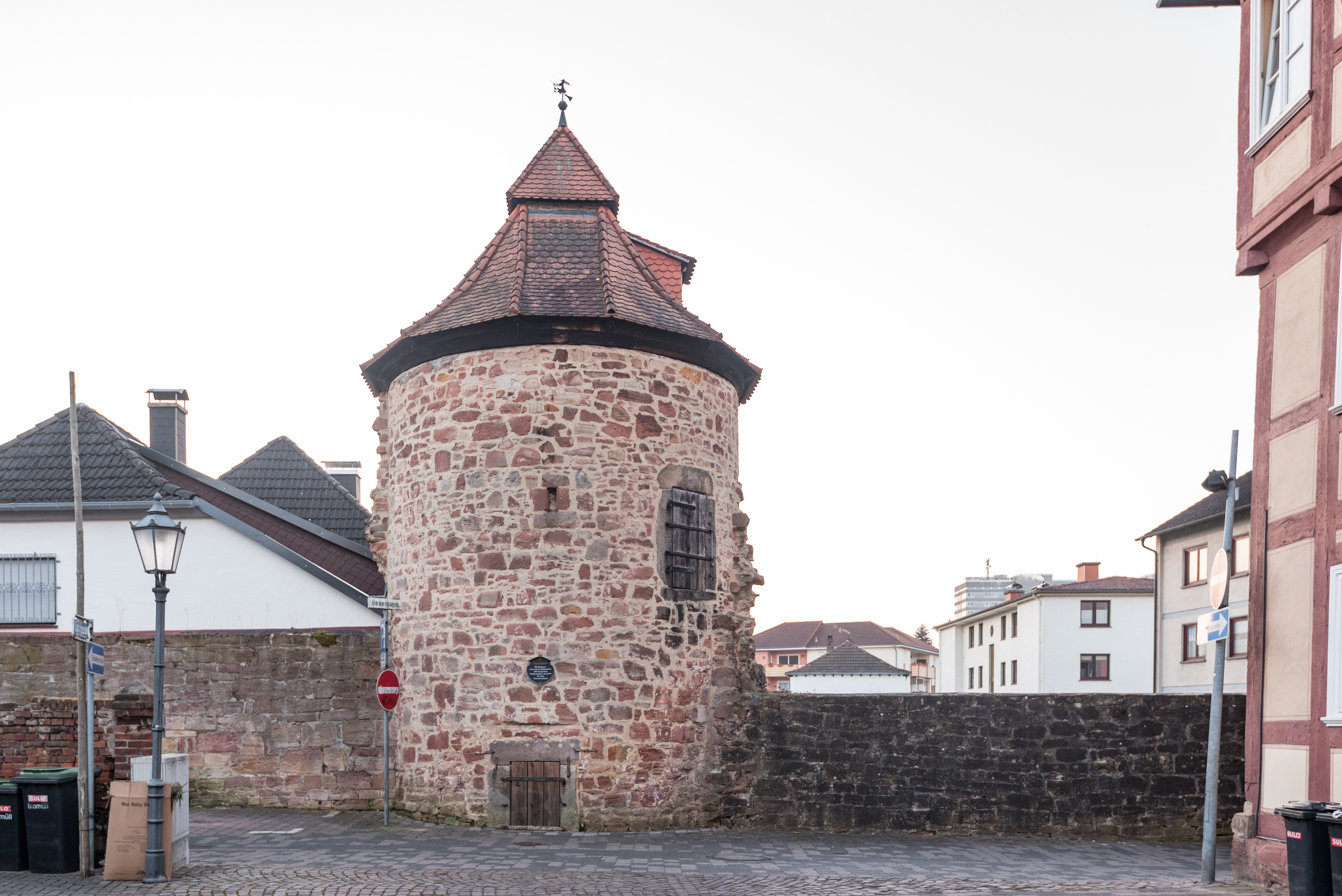
ローテンブルク・アン・デア・フルダの市壁とヘクセン塔

- アルター・トゥルム山（海抜 418.1 m）の上には森の中にひっそりとローデンベルク城跡（1150年頃にテューリンゲン方伯によって建設された）が遺されている。
- フルダブリュッケの近くに、16世紀から17世紀に建設された水門を持つ歴史的な堰がある。これはヘッセン＝カッセル方伯モーリッツの命令によって建設された。ここには3基のタービン（このうち1基は100年以上の博物館級のものである）を備えた水力発電所もある。この建物の一部は、1612年にモーリッツ方伯が建設し、1930年に基礎壁まで焼失したヘレンミューレ（水車）の跡に建っている。
- 旧ユダヤ教会の宗教上の浴槽であるミクワーは、考古学的に保護されており、2006年からは、追悼と交流の場を持つユダヤ博物館として整備された。
- 旧市街には、12世紀から13世紀の中世の市壁と2基の円塔が遺されている。
- 中核市区には興味深い、屋根裏部屋を持つ石造や木組みの建築や、いくつかの歴史的な庭園に囲まれた小建築が遺されている。
- この他市区部には、いくつかの歴史的な教会や伝統的なヘッセンのヴィルダー＝マン様式の木組み建築がある。
  - ブラーハのグルントミューレの建物と機構
  - エルクスハウゼンの最後の水車小屋
  - ハーゼルグルントのシュヴァルツェンハーゼルにある3面を水堀で囲まれた水城シュヴァルツェンハーゼル城。防衛施設と居館。
  - リスペンハウゼン城、現在は居館となっている。
  - 展望塔のアルハイマー塔があるアルハイマー山
  - 旧ヒツジ小屋があるヴュルテフェルト農場と馬の飼育場があるダンケローデ農場
  - ノイシュタットの南斜面付近にある生活道路ハイゼ・アレー

- 16世紀に造られたフルダ川の堰
- ミクワー
- ビュルガー塔
- 旧市街中心部ブライテン通りの木組み建築
- シュヴァルツェンハーゼル城
- リスペンハウゼン城
- アルハイマー塔

### 記念碑

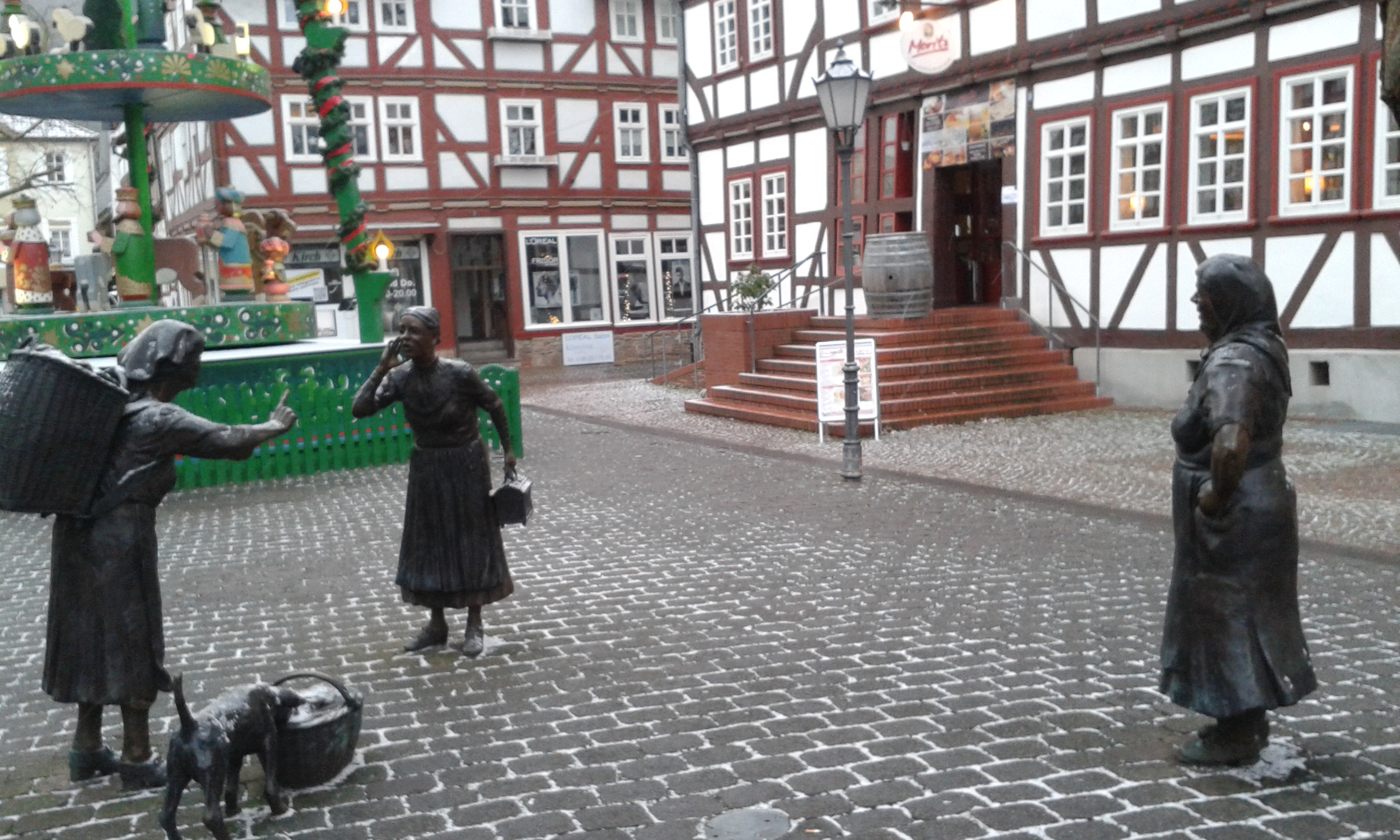
マルクト広場の「市場の女の噂話」

- 2010年5月25日から設けられた14基のストルパーシュタイン（躓きの石）がホロコーストの犠牲となったローテンブルクのユダヤ人を思い起こさせる[14]。2011年5月27日に、さらに29基が追加された[15]。
- ローテンブルクは、ヘッセンの彫刻家エーヴァルト・ルンプフの作品をホムベルク (エフツェ)に次いで多く所有している。たとえば、マルクト広場の「市場の女の噂話」（原題: Tratsch der Marktweiber）群像、ヤコービ教会前のダックスフントを連れた「女性教会役員」（Die Diakonisse）、市壁沿いの「羊飼いの少年と山羊」（Hütejunge mit Ziege）、旧フルダ橋のノイシュタット側にある「2人の子供」（Die zwei Knaben）などである。

- ヴァインガッセ1番地の躓きの石
- 旧フルダ橋の「2人の子供」

### 年中行事
5月から10月の最終週末には、ブラーハ地区のクックックスマーケット（北ヘッセン美術・工芸・農民マーケット）が開かれる。
また、毎年7月第1週末には汀祭という郷土祭が開かれる。
さらに、12月初めの16日間には、マルクト広場とこれに続く路地でクリスマスマーケットが開かれており、ドイツで最も高いクリスマスピラミッド (16.16 m) が造られる。

## 経済と社会資本

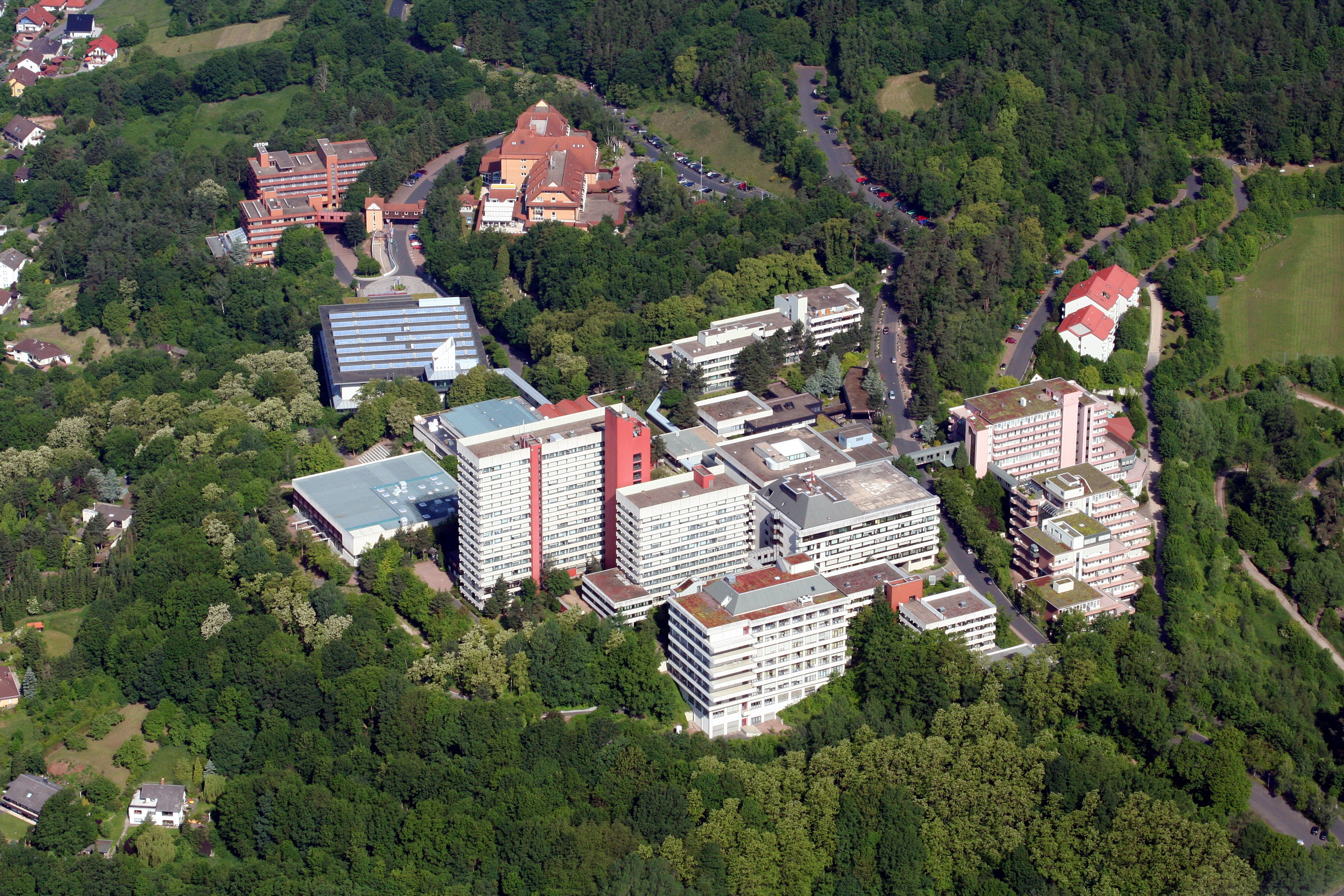
心臓および循環器センター

都市および周辺全域で特に重要なのが、市の高台、南斜面にある心臓および循環器センター (HKZ) である。
2016年9月30日現在この街には4,188人の社会保険支払い義務のある就労者がいた。このうち、989人が製造業、2,143人がサービス業に従事していた。商業には 367人、農林業には 80人、その他の産業分野は 609人であった。観光業については、1,190床の宿泊施設がある。

### 地元企業
- RMW ローテンブルガー金属 GmbH、ノイマイヤー・テクフォー GmbH に吸収された。
- C. ブリュール・コンプレメンター繊維ローテンブルク・フェアヴァルトゥングスゲゼルシャフト mbH（ズボン、ワイシャツ、ジャケットの専門メーカー）
- 心臓および循環器センター・ローテンブルク・アン・デア・フルダ

### 交通
ローテンブルクは連邦道 B83号線および、中部ドイツ連絡鉄道の一部であるフリードリヒ＝ヴィルヘルムス北鉄道の沿線に位置している。

### 自転車道
市域内を以下の自転車道が通っている。
- ヘッセン広域自転車道 R1号線（フルダ自転車道）レーン山地（ドイツ語版、英語版）の高台からフルダ川沿いに、ヴェーザー河畔のバート・カールスハーフェンまでの 250 km[20]。
- ヘッセン広域自転車道 R5号線（北ヘッセンルート・エーダー＝フルダ＝ヴェラ）はウプラントのヴィリンゲンから、エーダー湖（ドイツ語版、英語版）の南岸沿いにホムベルク (エフツェ)やローテンブルク・アン・デア・フルダを経由してヴェラ川沿いのヴァンフリートまで全長 220 km 以上である[21]。
- ヘッセン広域自転車道 R7号線（ラーン川からヴェラ川へ）: ラーンタール、フォーゲルスベルク山地、フルダタールを通る 215 km[22]。
- D-ルート 9号線（ヴェーザー＝ロマンティック街道） 北海からブレーメン、カッセル、フルダ、タウバータールを通ってアルゴイ（ドイツ語版、英語版）のフュッセンまで (1,197 km)[23]

### メディア
日刊紙として月曜日から土曜日まで、ローテンブルク/ベーブラ面を有するヘッシシェ/ニーダーゼクジシェ・アルゲマイネ (HNA) が刊行されている。水曜日と日曜日には無料広報誌「クライスアンツァイガー」が刊行されている。

### 公共施設

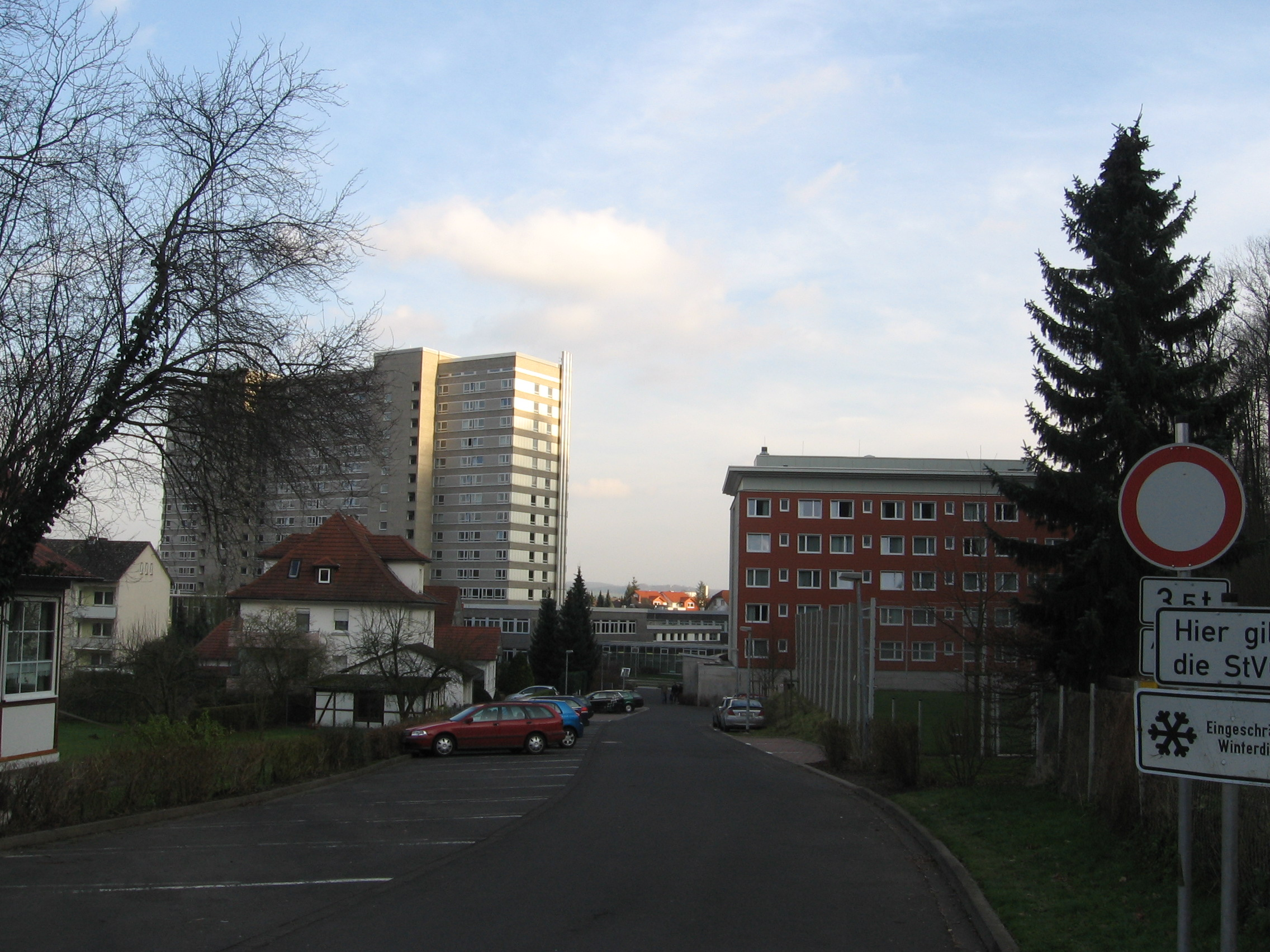
ヘッセン州立金融および司法大学

- 2006年3月に撤退するまで、ディッケンリュッカー通り16番地のアルハイマー兵舎に第52装甲擲弾兵大隊が駐屯していた[24]。2006年7月以降、ここには新たに編制された Führungsunterstützungsbataillon (FüUstgBtl) 286 が駐屯した。さらにそれまでシュヴァルムシュタットに駐屯していた第251憲兵大隊第6中隊もここに移動した。FüUstgBtl 286 はメヒェルニヒ（ドイツ語版、英語版）の Führungsunterstützungsregiment (FüUstgRgt) 28 の隷下にあり、ドイツ連邦軍の戦力基盤軍 (SKB) の一部をなしている。2011年10月26日、長い議論と数千万ユーロを費やした改修の末、ドイツ連邦軍のローテンブルク・アン・デア・フルダ駐屯地は廃止されることが発表された。2012年3月24日付の日刊紙 HNA の記事によれば、憲兵隊の一部は2015年までアルハイマー兵舎に駐屯する[25]。
- ローテンブルク学習センター: ヘッセン州立金融学校、ヘッセン州の州立金融および司法大学[26]
- ローテンブルク・アン・デア・フルダ区裁判所（2011年12月31日まで）
- ヘッセン自動車＝道路＝交通管理局の養成・継続教育機関
- BKK アカデミー - 法的な患者保護に関する教育センター
- ローテンブルク・アン・デア・フルダ道路整備局
- ヘルスフェルト＝ローテンブルク税務署 - ローテンブルク・アン・デア・フルダ事務所

### 教育

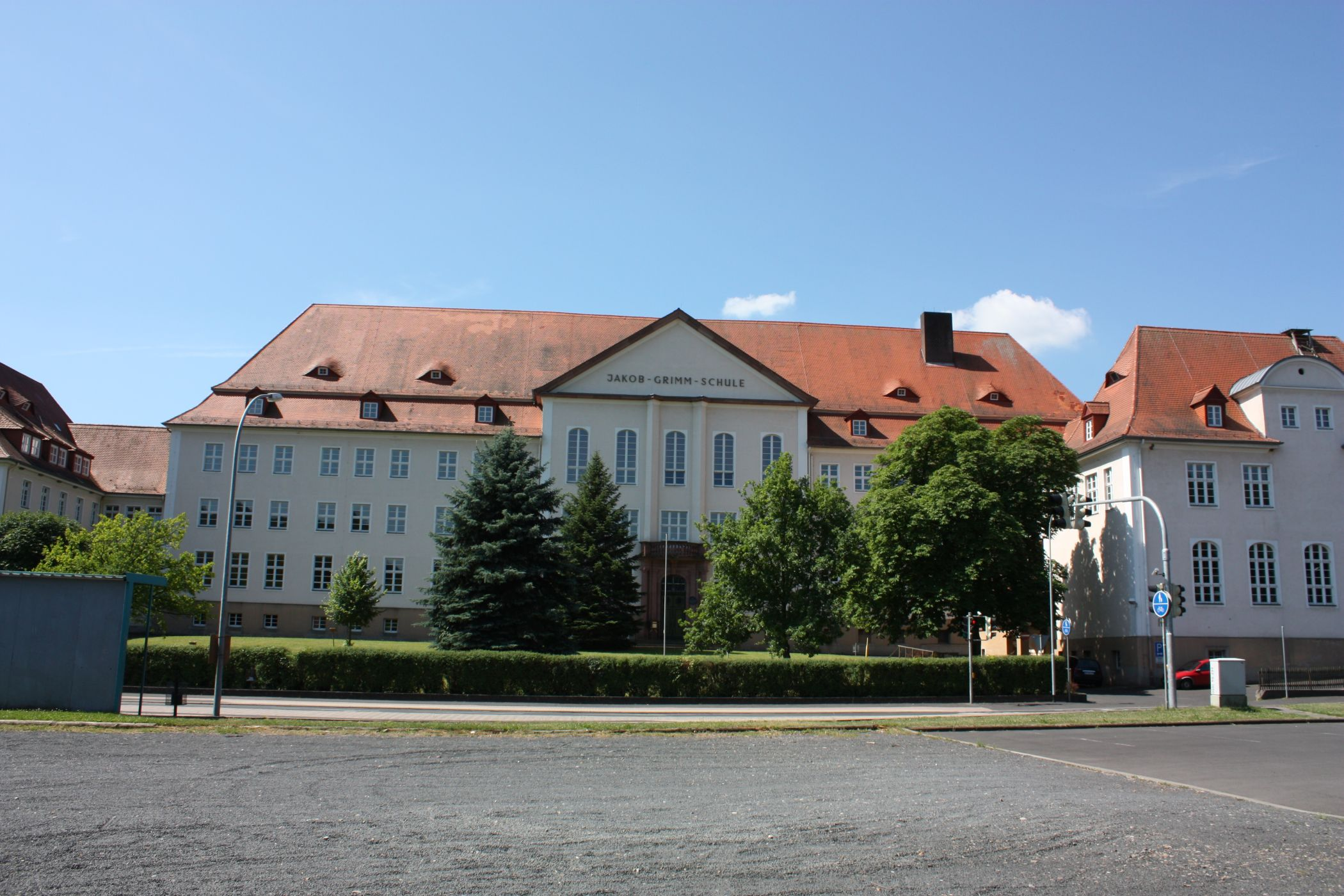
ヤーコプ＝グリム＝シューレ

- 市内には10校の学校がある。ギムナジウム上級課程を含む総合学校ヤーコプ＝グリム＝シューレ[27]が含まれる。
- BKK アカデミーは、健康保健や顧客のための法的患者保護に関する養成、強化、継続教育の教育センターである。
- 城館内では、ヘッセン州の将来の金融官僚に対する教育がなされている。

## 人物

### 出身者
- クロートヴィヒ・ツー・ホーエンローエ＝シリングスフュルスト（1819年 - 1901年）政治家。ドイツ国首相（1894年 - 1900年）
- グスタフ・アドルフ・ツー・ホーエンローエ＝シリングスフュルスト（1823年 - 1896年）司教枢機卿
- フランツ・ケーニヒ（ドイツ語版、英語版）（1832年 - 1910年）外科医、大学教授
- ミヒャエル・マウアー（ドイツ語版、英語版）（1962年 - ）自動車デザイナー
- アネッテ・クーアシュス（1963年 - ）牧師。ヴェストファーレン福音主義教会議長（2012年 - ）
- アニカ・ベッカー（ドイツ語版、英語版）（1981年 - ）陸上競技選手（走幅跳）
- ファビアン・ベッカー（1990年 - ）サッカー選手

### ゆかりの人物
- ヴァルター・ヴァルマン（ドイツ語版、英語版）（1932年 - 2013年）ローテンブルク区裁判所判事、フランクフルト・アム・マイン上級市長、連邦環境・自然保護・原子炉安全大臣（1986年 - 1987年）、ヘッセン州首相（1987年 - 1991年）
- ギュンター・シャボフスキー（1929年 - 2015年）政治家。ドイツ社会主義統一党中央委員会政治局員（1984年 - 1989年）、同ベルリン地区委員会第一書記（1985年 - 1989年）。ローテンブルクの「ハイマートナハトリヒテン」編集者（1993年 - 1999年）
- アルミン・マイヴェス（1961年 - ）「ローテンブルクの食人鬼」と呼ばれる殺人、食人事件の犯人